# Розылюксембургский сельский совет (Широковский район)
Розылюксембургский сельский совет (укр. Розилюксембурзька сільська рада) — входит в состав Широковского района Днепропетровской области Украины.
Административный центр сельского совета находится в с. Гречаные Поды.

## Населённые пункты совета
- с. Гречаные Поды
- с. Калиновка
- с. Красный Под
- с. Миролюбовка
- с. Свистуново
- с. Трудолюбовка